# Teleno
El Teleno (Picu Talenu, en la denominación tradicional cabreiresa) es una montaña española, la más elevada de los montes de León, parte del macizo Galaico-Leonés, con una altitud de 2188 m s. n. m. Ubicado en el límite entre los municipios de Truchas y Lucillo, muy cercano al pueblo de Corporales, en la provincia de León, se trata de una montaña de perfiles suaves cuya situación y altitud la convierten en un excelente mirador sobre las comarcas de La Cabrera y Maragatería.
En su vertiente norte, ocupando parte de la comarca maragata, se encuentra el Campo de Maniobras y Tiro de El Teleno, perteneciente al Ministerio de Defensa. Dicho campo ha sido motivo de protestas por parte de los habitantes de la zona debido, entre otras cosas, a los incendios provocados por las maniobras militares, de los cuales el peor arrasó 5000 hectáreas de bosque en 1998.

## Geografía

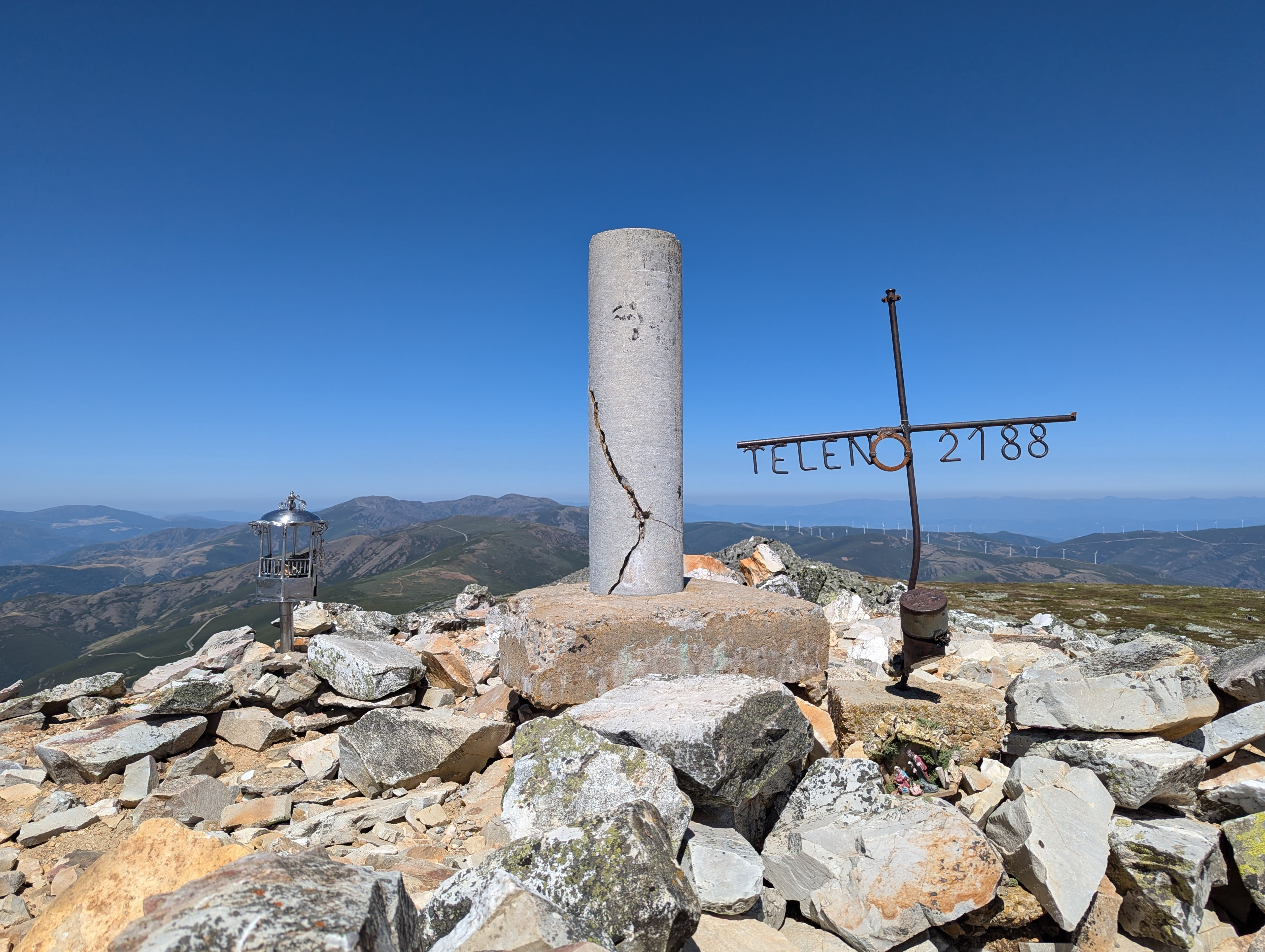
Vértice geodésico, cruz y buzón en la cima

El monte Teleno se eleva hasta los 2188 m s. n. m. en la zona central de los montes de León, conjunto montañoso que forma parte del Macizo Galaico-Leonés.
La cima ocupa el centro de la sierra del Teleno, la cual discurre de noroeste a sureste, sirviendo de límite natural entre las comarcas de La Cabrera, la Maragatería y El Bierzo. En ella, además del Teleno, se encuentran los picos de Cabeza de la Yegua (2142 m.), en cuyas laderas se encuentra la estación de esquí de El Morredero, Funtirín (2123 m.), Berdiaínas (2116 m.), Tuerto (2051 m.), Cruz Mayor (2024 m.), Meruelas (2021 m.), Becerril (1872 m.), Guiana (1846 m.), cumbre más alta de los montes Aquilianos, en el extremo occidental de la Sierra, y el Tesón (1809 m.). Todo el conjunto es cruzado por la carretera que une Corporales con Ponferrada, a través del puerto de los Portillinos (1892 m.). Toda la sierra forma parte del LIC "Montes Aquilanos y Sierra de Teleno".
Las aguas de los numerosos arroyos que descienden por sus laderas acaban vertiendo a los ríos Eria (formado por los arroyos Mascariel y Surbial), en su vertiente sur, y Duerna y Jamuz, en su vertiente norte.

## Rutas para alcanzar la cima
Para subir a la cima del Teleno existen varias posibilidades, todas ellas sin gran dificultad, entrando en el ámbito del excursionismo o el senderismo.

### Ascensión por la cresta noroeste
Collada de la loma del Surbial (1950 m.) - Collado del Palo (1839 m.) - Teleno
Partiendo del pueblo de Corporales, se toma la carretera que lleva a Ponferrada. A la altura de la loma donde se encuentran los manaderos del Surbial, se sigue el cordal de la Sierra descendiendo suavemente hacia el Collado del Palo. Pasado este, se inicia la ascensión hasta la cota intermedia de los 2033 metros, y tras un leve collado, de 1989 metros, tiene lugar la subida final a la cumbre, en la que, entre otras cosas, se encuentra el hito del vértice geodésico.

### Ascensión por Molinaferrera
Desde el pueblo de Molinaferrera, a orillas del Duerna, se sigue el arroyo del Cabrito, y a la altura de la central hidroeléctrica del Cabrito se comienza el ascenso por el valle del arroyo Baldeo. En el Collado del Palo (1839 m.) se toma rumbo sureste y cresteando por la línea de cumbres se alcanza la cima del Teleno.

### Ascensión por Corporales
Ruta de Mascariel
Partiendo de la localidad de Corporales, se toma la carretera que conduce a Ponferrada. A la altura de un pequeño refugio, próximo a la confluencia del arroyo de Mascariel con el río Eria, se abandona la carretera y se sigue por el valle a través del cual discurre el arroyo. Siguiendo dirección noreste, y después de alcanzar el nacimiento del mismo, subir a través de las zonas de las morrenas hasta alcanzar la cumbre.

### Ascensión por Filiel
Desde este pueblo parten varias rutas; una de ellas va desde el camino que sale detrás de la iglesia, tras unos pocos kilómetros el camino se pierde y tenemos que ascender campo a través. Se puede seguir por el arroyo valle prado hasta donde nace, en un circo glaciar llamado La Sartaina, y desde aquí, subir por la cresta hasta la cima.

## El Teleno en la historia

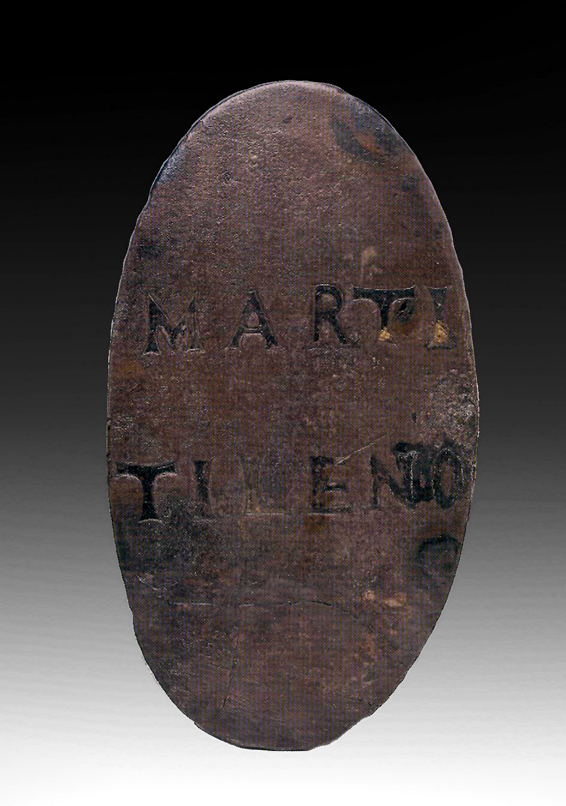
Lámina en la que aparece la inscripción Marti Tileno.

La comprensión de Roma hacia los cultos indígenas condujo en muchas ocasiones al sincretismo religioso: los dioses locales eran venerados bajo un nombre mixto romano-indígena. Ejemplo de ese sincretismo es este Mars Tilenus: era a la vez el dios romano Marte, bajo su advocación agraria, y el dios indígena Tilenus.
Por Estrabón se conoce la existencia de un dios guerrero asimilado a Marte, a quien se sacrifican machos cabríos, caballos y también prisioneros. Está documentado a través de una inscripción aparecida en una lámina de plata, en Quintana del Marco, con el nombre de "Marti Tileno". En Astorga se han documentado estelas funerarias indígenas y de culto a la Tríada Capitolina, Minerva, Zeus Serapis y Marte Tileno, entre otros.

## El Teleno en la cultura leonesa
Desde la llanura leonesa las cuatro montañas más prominentes y visibles son Peña Ubiña (2417 m), el pico Polvoreda (2000 m), el Espigüete (2450 m) y el Teleno (2188 m) pero es esta última la única cumbre que se sitúa en una orientación oeste. En las comarcas de la Valduerna, la Maragatería, la Ribera del Órbigo y el Páramo Leonés, el Teleno es un referente para la observación de la puesta del sol y su evolución estacional y para la observación climatológica. El reciente hallazgo de numerosos petroglifos en la Maragatería, en lugares con una buena visibilidad del Teleno, sugieren que el Monte pudiera ser referente en la observación astronómica.